# Next to You (Becky G)
Next To You è un singolo della cantante statunitense Becky G, pubblicato nel 2019 dalla RCA Records. 
Il brano è in collaborazione con i Digital Farm Animals. 
Successivamente venne rilasciata “Next To You part 2” con Rvssian & Davido.